# Ivan Reitman
Ivan Reitman (Komárno, 27 ottobre 1946 – Montecito, 12 febbraio 2022) è stato un regista e produttore cinematografico slovacco naturalizzato canadese.
È conosciuto soprattutto per aver diretto alcune commedie di successo degli anni ottanta e novanta, in particolare Ghostbusters - Acchiappafantasmi.

## Biografia
Nato a Komárno, all'epoca in Cecoslovacchia e successivamente in Slovacchia, il 27 ottobre del 1946 da una famiglia ebraica, emigrò in Canada nel 1951. Subito dopo il diploma dalla McMaster University, cominciò a lavorare in numerosi film, tra i quali due diretti da David Cronenberg, Il demone sotto la pelle (1974), che è da considerarsi il suo primo lungometraggio, e Rabid - Sete di sangue (1976).
La sua fortuna cominciò quando produsse Animal House (1978) e l'anno seguente diresse Polpette (1979). Nei due decenni successivi, diresse e produsse Stripes - Un plotone di svitati (1981), Ghostbusters - Acchiappafantasmi (1984), I gemelli (1988), Ghostbusters II (1989), Un poliziotto alle elementari (1990), Dave - Presidente per un giorno (1993), Junior (1994), Due padri di troppo (1997), Sei giorni, sette notti (1998) e Evolution (2001), ha prodotto anche i due capitoli della serie di Ghostbusters non diretti da lui: Ghostbusters (2016) e Ghostbusters: Legacy (2021) con l'ultimo capitolo della serie diretto dal figlio Jason.
Dai primi anni novanta diradò i suoi impegni come regista, preferendo il ruolo di produttore e produttore esecutivo. Collaborò al cartone animato Heavy Metal (1981), a Spacehunter: Adventures in the forbidden zone (1983), Beethoven (1992) e Beethoven 2 (1993), Space Jam (1996), e altri, con successi altalenanti. Nel 2005 avrebbe dovuto dirigere La Pantera Rosa, prequel della celebre saga con Peter Sellers, ma da ultimo rinunciò. Nel 2006 diresse La mia super ex-ragazza, con Uma Thurman e Luke Wilson.
Padre del regista Jason Reitman e dell'attrice e produttrice televisiva Catherine Reitman, è morto nel sonno il 12 febbraio 2022, nella sua casa di Montecito, all'età di 75 anni.

## Filmografia parziale

### Regista e produttore
- Foxy Lady (1971)
- Cannibal Girls (1973)
- Polpette (Meatballs) (1979)
- Stripes - Un plotone di svitati (Stripes) (1981)
- Ghostbusters - Acchiappafantasmi (Ghostbusters) (1984)
- Pericolosamente insieme (Legal Eagles) (1986)
- I gemelli (Twins) (1988)
- Ghostbusters II - Acchiappafantasmi II (Ghostbusters II) (1989)
- Un poliziotto alle elementari (Kindergarten Cop) (1990)
- Dave - Presidente per un giorno (Dave) (1993)
- Junior (1994)
- Due padri di troppo (Father's Day) (1997)
- Sei giorni, sette notti (Six Days Seven Nights) (1998)
- Evolution (2001)
- La mia super ex-ragazza (My Super Ex-Girlfriend) (2006)
- Amici, amanti e... (No Strings Attached) (2011)
- Draft Day (2014)

### Produttore
- Il demone sotto la pelle (Shivers), regia di David Cronenberg (1975)
- La tigre del sesso (Ilsa, the Tigress of Siberia), regia di Jean LaFleur (1977)
- Animal House (National Lampoon's Animal House), regia di John Landis (1978)
- Heavy Metal, regia di Gerald Potterton e Jimmy T. Murakami (1981)
- Fermati, o mamma spara (Stop! Or My Mom Will Shoot), regia di Roger Spottiswoode (1992)
- Beethoven, regia di Brian Levant (1992)
- Space Jam, regia di Joe Pytka (1996)
- Private Parts, regia di Betty Thomas (1997)
- Disturbia, regia di D.J. Caruso (2007)
- Tra le nuvole (Up in the Air), regia di Jason Reitman (2009)
- Chloe - Tra seduzione e inganno (Chloe), regia di Atom Egoyan (2009)
- Hitchcock, regia di Sacha Gervasi (2012)
- Ghostbusters, regia di Paul Feig (2016)
- 2 gran figli di... (Bastards), regia di Lawrence Sher (2017)
- Baywatch, regia di Seth Gordon (2017)
- Ghostbusters: Legacy (Ghostbusters: Afterlife), regia di Jason Reitman (2021)
- Space Jam: New Legends (Space Jam: A New Legacy), regia di Malcolm D. Lee (2021)